# Reto Leemann
Reto Leemann (* 7. Mai 1976) ist ein ehemaliger Schweizer Unihockeyspieler, der unter anderem bei den Nationalliga-A-Vereinen HC Rychenberg Winterthur, Rot-Weiss Chur und Kloten Jets unter Vertrag stand. Mit Rot-Weiss Chur gewann er die Meisterschaft, mit dem HC Rychenberg den Cup.

## Karriere
Reto Leemann spielte während seiner gesamten Juniorenzeit beim HC Rychenberg Winterthur und kam dort auch in der NLA zum Einsatz. 1996 wurde er Cupsieger mit dem HC Rychenberg, wechselte dann aber auf die Saison 1997/98 zu den Giants Kloten. In der Saison 2000/01 wurde er mit Rot-Weiss Chur Schweizer Meister. Danach wechselte er erneut zu Kloten und spielte aber ab 2002 wieder für den HC Rychenberg, wo er auch seine aktive Karriere beendete und heute ehrenamtlich als Trainer im Juniorenbereich tätig ist.